# SN 2007tr
SN 2007tr – supernowa typu Ia odkryta 18 października 2007 roku w galaktyce A011048+0013. Jej jasność pozostaje nieznana.